# Westdorf
Westdorf ist ein Ortsteil der Stadt Aschersleben am westlichen Rand des Salzlandkreises in Sachsen-Anhalt. Im Jahr 2013 hatte der Ortsteil 815 Einwohner.

## Lage
Der Ort liegt im Tal der Eine etwa drei Kilometer südlich der Stadt Aschersleben. 

## Geschichte
Westdorf wurde urkundlich erstmals im Jahr 964 in einer Schenkungsurkunde erwähnt. Am 30. September 1928 wurde der Gutsbezirk Westdorf mit der Landgemeinde Westdorf vereinigt. Bis zur Eingemeindung am 1. Januar 2009 nach Aschersleben gehörte die Gemeinde der gleichzeitig aufgelösten Verwaltungsgemeinschaft Aschersleben/Land an.
Sehenswert sind die Dorfkirche St. Georg und das westlich des Dorfes befindliche historische Steinkreuz Westdorf. Das Steinkreuz Westdorf ist auch als Adalbertkreuz bezeichnet.
Der Historiker und niederdeutsche Dichter Caspar Abel (1676–1763) lebte und starb in Westdorf

## Persönlichkeiten
- Johann Heinrich von Stammer (1603–1654),
- Historiker und niederdeutsche Dichter Caspar Abel (1676–1763)